# Maczulskie
Maczulskie (biał. Мачульскія, Maczulskija; ros. Мачульские, Maczulskije) – wieś na Białorusi, w obwodzie brzeskim, w rejonie kamienieckim, w sielsowiecie Rzeczyca, w granicach Parku Narodowego „Puszcza Białowieska”.